# Almost Unplugged
Almost Unplugged – album koncertowy zespołu Europe, wydany w 2008 roku na CD. W 2009 roku wydano album na DVD.
Album nagrany został w Sztokholmie 26 stycznia 2008 roku. Zespół, któremu towarzyszył kwartet smyczkowy, grał przerobione wersje własnych utworów, jak również covery piosenek zespołów, które miały wpływ na twórczość Europe'a - Pink Floyd, UFO, Led Zeppelin i Thin Lizzy. Album zajął 23. miejsce na liście Sverigetopplistan.
Album został zadedykowany Michelle Meldrum, żonie Johna Noruma, zmarłej 21 maja 2008 roku.

## Lista utworów
1. "Got to Have Faith" (4:15)
2. "Forever Travelling" (4:22)
3. "Devil Sings the Blues" (Tempest, Michaeli) – 6:26
4. "Wish You Were Here" (4:36)
5. "Dreamer" (4:23)
6. "Love to Love" (7:31)
7. "The Final Countdown" (5:46)
8. "Yesterday's News" (6:30)
9. "Since I've Been Lovin' You" (7:24)
10. "Hero" (4:26)
11. "Suicide" (5:42)
12. "Memories" (5:51)
13. "Superstitious" (4:39)
14. "Rock the Night" (5:51)

## Skład zespołu
- Joey Tempest – wokal, gitara akustyczna
- John Norum – gitara akustyczna, gitara elektryczna
- John Levén – gitara basowa, gitara akustyczna
- Mic Michaeli – instrumenty klawiszowe, wokal
- Ian Haugland – perkusja, chórki
- Malin-My Nilsson – skrzypce, aranżacje smyczkowe
- Victoria Lundell – skrzypce
- Jonna Inge – altówka
- Anna Landberg Dager – wiolonczela